# Алибейкьой
Алибейкьой или Извор (на румънски: Izvoarele) е село в окръг Тулча, Северна Добруджа, Румъния.

## История
До 1940 година Алибейкьой е с преобладаващо българско население, което се изселва в България по силата на подписаната през септември същата година Крайовската спогодба.

## Личности
Починали в Алибейкьой
- Петър Алексиев (1848 – 1901), български опълченец, военен командир и революционер